# Лунное затмение 1 марта 1504 года
Полное лунное затмение, произошедшее на территории Европы, Африки и части Азии 1 марта 1504 года (на территории Южной и Северной Америки — вечером 29 февраля). Известно тем, что Христофор Колумб использовал его для запугивания ямайских индейцев.

## История
Во время четвёртой экспедиции команда Христофора Колумба прожила один год на Ямайке, где аборигены снабжали их провиантом. Со временем они стали приносить меньше еды и питьевой воды, людям грозила голодная смерть, и Колумб решил воздействовать на индейцев, используя знания астрономии.
Обратившись к астрономическим таблицам-эфемеридам немецкого астронома Региомонтана, он обнаружил, что 1 марта 1504 года состоится полное лунное затмение, которое на территории Америки будет наблюдаться 29 февраля. Колумб сообщил вождям индейцев, что его боги возмущены их поведением и вскоре продемонстрируют это. Когда луна покраснела, индейцы в ужасе стали просить прощения. Колумб, удалившись в свою каюту и дождавшись конца затмения, длившегося 45 минут, вышел и сообщил, что они прощены, и поставки провизии стали исполняться на прежнем уровне.

…Экспедицию выручил адмирал, прибегнув к старинному средству, способному смутить простодушных индейцев. По календарям он знал, что 1 марта 1504 года будет лунное затмение, о чём объявил индейским кацикам как о знамении небес, недовольных плохим снабжением испанцев. Когда затмение началось, поражённым индейцам сообщили, что Колумб молится об их спасении, которое будет даровано, если они возобновят поставки продовольствия. Кацики на все соглашались, и впредь продовольственных проблем у испанцев не было.
— Гонсало Фернандес де Овьедо-и-Вальдес о четвёртой экспедиции Колумба (1502—1504)
В 1885 году писатель Генри Хаггард использовал историю спасения Колумба в своём романе «Копи царя Соломона».